# クローンクアン郡
座標: 北緯13度47分30秒 東経101度9分48秒 / 北緯13.79167度 東経101.16333度
クローンクアン郡（クローンクアンぐん）はタイ中部・チャチューンサオ県にある郡。

## 名称
かつてここに120メートルほどのバーンパコン川の支流があり、その支流の最後尾付近は浅くなっていった (ตื้นเขิน, トゥーンクーン) ので、その付近の村はクローン・クーン (คลองเิขิน) すなわち浅くなっていく川と呼ばれたが、それがなまってクローン・クアン、すなわちせき止められた川と呼ばれるようになった。

## 歴史
郡はバーンクラー郡からいくつかの地域が分離して1993年5月31日に分郡として成立した
.
2007年5月15日のタイ政府の決定により81の分郡が郡に昇格することとなった。このためクローンクアン分郡は昇格し、同年8月24日の官報の発行により公的に昇格が確認された。

## 地理
郡内はバーンパコン川の形成した平地である。郡内の重要な水源はバーンパコン川で、同河川は郡の東の境界線を形成している。

## 経済
郡内の主な産業は農業・漁業である。主な農業生産品は米、ココヤシ、マンゴー、野菜などである。漁業では魚やエビの養殖が行われている。

## 行政区分
郡は5のタムボンに分かれさらにその下位に32の村（ムーバーン）がある。郡内には自治体（テーサバーン）はない。また、郡内には5のタムボン行政体（オンカーンボーリハーンスワンタムボン）がある。
1. タムボン・コーンケーオ・・・ตำบลก้อนแก้ว
2. タムボン・クローンクアン・・・ตำบลคลองเขื่อน
3. タムボン・バーンラオ・・・ตำบลบางเล่า
4. タムボン・バーンローン・・・ตำบลบางโรง
5. タムボン・バーンタラート・・・ตำบลบางตลาด